# 法达瑞韦
法达瑞韦（INN：faldaprevir），或译福达瑞韦，是一种用于治疗丙型肝炎的实验药物。它由勃林格殷格翰公司开发，并于2011年进入III期临床试验。勃林格殷格翰于2014年宣布，由于已有更好的丙型肝炎治疗方法，因此不再寻求该药物的批准。

## 作用机制
法达瑞韦是一种丙型肝炎病毒蛋白酶抑制剂。

## 研究
法达瑞韦与培干扰素α-2a和利巴韦林的联合治疗方案以及与其他直接作用抗病毒药物（包括德莱布韦）的无干扰素治疗方案也被进行了测试。
2012年AASLD肝脏会议上公布的SOUND-C2研究数据显示，法达瑞韦、德莱布韦和利巴韦林的三联疗法在丙型肝炎病毒基因型1b患者中效果良好。